# Vivian Stanshall
Vivian Stanshall (Oxford, 21 mars 1943 – Muswell Hill, Londres, 5 mars 1995) est un chanteur, musicien, peintre et écrivain anglais surtout connu pour avoir fait partie du Bonzo Dog Doo-Dah Band et pour son exploration surréaliste des classes aisées d'Angleterre dans Sir Henry at Rawlinson End. Se trouvant au Manoir (The Manor) lors de l'enregistrement du fameux Tubular Bells de Mike Oldfield, il y a également participé.

## Discographie
- Men Opening Umbrellas Ahead (1974)
- Sir Henry at Rawlinson End (1978)
- Teddy Boys Don't Knit (1981)
- Sir Henry at N'didi’s Kraal (1984)